# Hochseeflotte

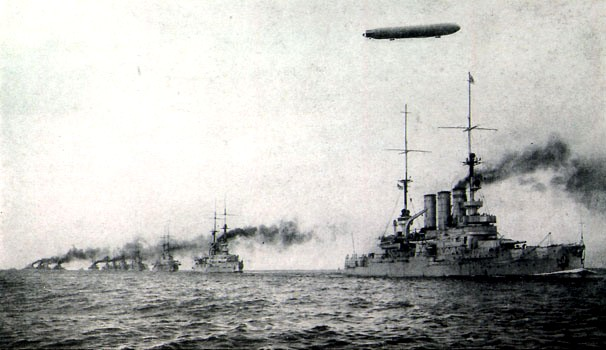
Linienschiffe der Hochseeflotte (1917)

Hochseeflotte war ab 1907 die Bezeichnung der aktiven Heimatflotte der Kaiserlichen Marine des Deutschen Kaiserreiches.
Noch bis zum Ende des 19. Jahrhunderts war es allgemein üblich, Flotten nur in den Sommermonaten aktiv zu halten, während im Winter die meisten Schiffe aufgelegt wurden. Nach der Aktivierung im Frühjahr bedurfte es großer Anstrengungen, um Schiffe und Besatzungen einsatzfähig zu machen. Zu diesem Zweck wurden die Kriegsschiffe der Kaiserlichen Marine ab 1873 alljährlich zu Übungs- bzw. Manövergeschwadern zusammengezogen und ab 1891 einem Flottenkommando unterstellt. 1903 wurde die Übungsflotte in Aktive Schlachtflotte, diese ab 1907 in Hochseeflotte umbenannt. Einsätze und Selbstversenkung der Hochseeflotte im Ersten Weltkrieg sind nicht Gegenstand dieses Artikels und werden daher nur kurz angerissen.

## Das Übungsgeschwader 1873 bis 1885
Ab 1873 wurden die großen Kriegsschiffe der Kaiserlichen Marine alljährlich zu einem Verband zusammengezogen, der gemeinsame Manöver unternahm. Das sogenannte „Übungsgeschwader“ bestand allerdings nur in den Sommermonaten.
| Manöverzeitraum      | Geschwaderchef                      | Flaggschiff    |
| -------------------- | ----------------------------------- | -------------- |
| 1873 – 10.06.–11.09. | Konteradmiral Ludwig von Henk       | Hertha         |
| 1874 – 06.06.–21.09. | Konteradmiral Ludwig von Henk       | Kronprinz      |
| 1875 – 03.06.–24.09. | Konteradmiral Ludwig von Henk       | König Wilhelm  |
| 1876 – 22.05.–18.09. | Konteradmiral Karl Ferdinand Batsch | Kaiser         |
| 1877 – 28.05.–22.10. | Konteradmiral Karl Ferdinand Batsch | Kaiser         |
| 1878 – 27.05.–06.09. | Konteradmiral Karl Ferdinand Batsch | König Wilhelm  |
| 1879 – 22.05.–15.09. | Konteradmiral Franz Kinderling      | Friedrich Carl |
| 1880 – 24.05.–17.09. | Kommodore Wilhelm von Wickede       | Friedrich Carl |
| 1881 – 24.05.–18.09. | Kommodore Wilhelm von Wickede       | Friedrich Carl |
| 1882 – 14.05.–17.09. | Konteradmiral Wilhelm von Wickede   | Friedrich Carl |
| 1883 – 13.05.–17.09. | Konteradmiral Wilhelm von Wickede   | Kaiser         |
| 1884 – 22.04.–30.09. | Konteradmiral Alexander von Monts   | Baden          |
| 1885 – 01.06.–23.09. | Konteradmiral Louis von Blanc       | Stein          |

## Vom Manövergeschwader zur Manöverflotte 1886 bis 1892
1886 wurde die Bezeichnung Übungsgeschwader abgeschafft. Der in diesem Jahr für die Sommermonate formierte Verband führte stattdessen die Bezeichnung Manövergeschwader. Er bestand aus zwei Divisionen, der I. Division mit dem Panzerschiff Baden als Flaggschiff und der II. Division mit dem Schulgeschwader. Im Herbst 1887 wurde das Geschwader noch durch die Torpedobootsflottille als III. Division und die Panzerfahrzeugflottille als IV. Division verstärkt. 1888 führte der Geschwaderchef erstmals die Dienstbezeichnung „zugleich Chef der Manöverflotte“. Das eigentliche Manövergeschwader bildete wieder die I. Division, das Schulgeschwader die II. Division. 1889 wurde erneut ein „Übungsgeschwader“ aufgestellt. Dieses bildete neben der I. Division, dem Manövergeschwader, nunmehr die II. Division der Manöverflotte (das Schulgeschwader war aufgelöst worden). Das blieb auch 1890 und 1891 so.
| Manöverzeitraum | Chef des Manövergeschwaders zugleich Chef der Manöverflotte | Flaggschiff   |
| --------------- | ----------------------------------------------------------- | ------------- |
| 1886            | Konteradmiral Wilhelm von Wickede                           | Baden         |
| 1887            | Konteradmiral Carl Paschen                                  | König Wilhelm |
| 1888            | Konteradmiral Eduard von Knorr                              | Baden         |
| 1889            | Konteradmiral Philipp von Kall                              | Baden         |
| 1890            | Vizeadmiral Karl August Deinhard                            | Baden         |
| 1891            | Vizeadmiral Karl August Deinhard                            | Baden         |
| 1892 Frühjahr   | Vizeadmiral Wilhelm Schröder                                | Baden         |

## Die (Herbst-)Übungsflotte 1892 bis 1903
1892 wurde erstmals die Bezeichnung „Herbst-Übungsflotte“ für die zu den Herbstmanövern zusammengezogenen aktiven und Reserve-Einheiten gebraucht. Ein Jahr später fiel die Bezeichnung Manöverflotte fort, und das ganze Geschwader führte wieder den Titel Herbst-Übungsflotte. Der Begriff wurde 1896–1902 auf „Übungsflotte“ verkürzt und erst 1903 erneut und zum letzten Mal als Herbst-Übungsflotte bezeichnet.
| Manöverzeitraum      | Chef der Übungsflotte zugleich Flottenchef | Flaggschiff        |
| -------------------- | ------------------------------------------ | ------------------ |
| 1892 – 23.08.–26.09. | Admiral Max von der Goltz                  | Mars               |
| 1893 – 20.08.–23.09. | Admiral Max von der Goltz                  | Mars               |
| 1894 – 19.08.–21.09. | Admiral Max von der Goltz                  | Wörth              |
| 1895 – 19.08.–15.09. | Admiral Eduard von Knorr                   | Mars               |
| 1896 – 09.08.–15.09. | Admiral Eduard von Knorr                   | Blücher            |
| 1897 – 14.08.–17.09. | Admiral Eduard von Knorr                   | Blücher            |
| 1898 – 14.08.–17.09. | Admiral Eduard von Knorr                   | Blücher            |
| 1899 – 16.08.–16.09. | Admiral Hans von Koester                   | Blücher            |
| 1900 – 15.08.–19.09. | Admiral Paul Hoffmann                      | Kaiser Wilhelm II. |
| 1901 – 11.08.–15.09. | Admiral Hans von Koester                   | Kaiser Wilhelm II. |
| 1902 – 17.08.–12.09. | Admiral Hans von Koester                   | Kaiser Wilhelm II. |
| 1903 – 15.08.–12.09. | Admiral Hans von Koester                   | Kaiser Wilhelm II. |

## Aktive Schlachtflotte 1903 bis 1907
1903 wurde an Stelle der Herbstübungsflotte durch AKO vom 4. August 1903 die „Aktive Schlachtflotte“ geschaffen. Nach dem 2. Flottengesetz sollte die Aktive Schlachtflotte aus dem I. und II. Geschwader gebildet werden, daneben eine Reserve-Schlachtflotte aus dem III. und IV. Geschwader. Von der Aktiven Schlachtflotte waren sämtliche Einheiten ganzjährig im Dienst zu halten. Die Anweisung (AKO vom 26. September 1903) lautete:
Aus den beiden aktiven Geschwadern und den zugeteilten Aufklärungsschiffen wird die „Aktive Schlachtflotte“.
 Der Chef des I. Geschwaders ist gleichzeitig Chef der Aktiven Schlachtflotte.
Das I. Geschwader bestand seit 1901/02 aus den Linienschiffen der Kaiser- und der Wittelsbach-Klasse. Erstmals existierte zusätzlich zum Flaggschiff des I. Geschwaders ein Flottenflaggschiff. Am 29. Juni 1903 wurde durch Kabinettsordre die Bildung eines II. Geschwaders verfügt, mit der Aufstellung konnte aber erst 1904/05 nach partiellen Umbau der Brandenburg-Klasse begonnen werden. Es blieb zunächst materiell schwach und erreichte erst 1907/08 mit den Linienschiffen der Braunschweig- und Deutschland-Klasse seine volle Stärke. Erst damit war die Forderung des Kaisers nach zwei aktiven Geschwadern erfüllt.
| Befehlszeitraum         | Flottenchef                        | Flaggschiff            |
| ----------------------- | ---------------------------------- | ---------------------- |
| 22.09.1903 – 25.02.1906 | Admiral Hans von Koester           | SMS Kaiser Wilhelm II. |
| 26.09.1906 – 16.02.1907 | Admiral Prinz Heinrich von Preußen | Deutschland            |

## Die Hochseeflotte 1907 bis 1919

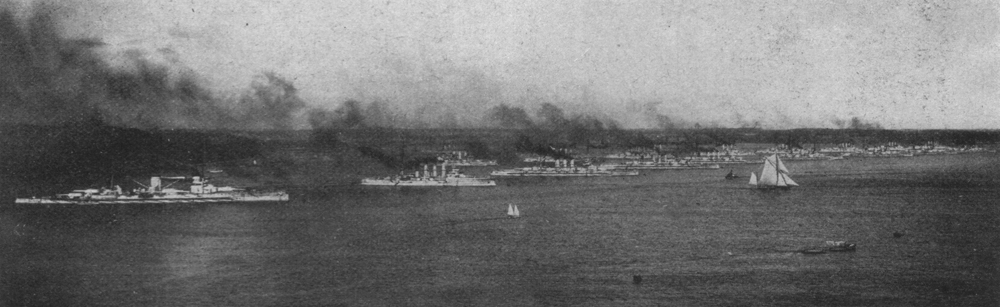
Die Hochseeflotte in Kiel vor Beginn des Ersten Weltkriegs (etwa 1913)

Am 16. Februar 1907 wurde die Aktive Schlachtflotte in „Hochseeflotte“ umbenannt. Dies geschah auf Vorschlag von Tirpitz, nach dessen Überzeugung die Bezeichnung „Aktive Schlachtflotte“ ungewollt einen aggressiven Beiklang hatte und so nicht gedeutet werden sollte. 1908 begann die Hochseeflotte ihre Übungen bis in den Atlantik hinaus auszudehnen. Zwischen Herbst 1909 und Frühjahr 1912 erfolgte im I. Geschwader der Ersatz der Einheitslinienschiffe durch Großlinienschiffe der Nassau-Klasse und Helgoland-Klasse. Mit einer Novelle zum Flottengesetz begann im Sommer 1912 die Bildung des aktiven III. Geschwaders. Sie war im Herbst 1914 abgeschlossen. Ab 1909 nahmen Unterseeboote an den Manövern der Hochseeflotte teil, ab 1913 Marineflieger.
| Befehlszeitraum         | Flottenchef                        | Flaggschiff         |
| ----------------------- | ---------------------------------- | ------------------- |
| 16.02.1907 – 30.09.1909 | Admiral Prinz Heinrich von Preußen | Deutschland         |
| 01.10.1909 – 28.01.1913 | Admiral Henning von Holtzendorff   | Deutschland         |
| 29.01.1913 – 02.02.1915 | Admiral Friedrich von Ingenohl     | Friedrich der Große |
| 03.02.1915 – 09.01.1916 | Admiral Hugo von Pohl              | Friedrich der Große |
| 24.01.1916 – 07.08.1918 | Admiral Reinhard Scheer            | Friedrich der Große |
| 11.08.1918 – 30.11.1918 | Admiral Ritter Franz von Hipper    | Baden               |
| 01.12.1918 – 05.01.1919 | Konteradmiral Hugo Meurer          | Baden               |
| 06.01.1919 – 10.01.1919 | Kommodore Victor Harder            | Baden               |

Mit Ausbruch des Ersten Weltkrieges im August 1914 stand die Kaiserliche Marine vor dem Problem einer sehr großen Übermacht der Gegner in Nord- und Ostsee. Allein in der Nordsee verfügte die Royal Navy über 26 Großkampfschiffe (Schlachtschiffe und Schlachtkreuzer), denen die Kaiserliche Marine nur 18 vergleichbare Einheiten entgegenzusetzen hatte. Bei älteren Linienschiffen, Kreuzern und Torpedobooten war die britische Überlegenheit noch größer. Die Konzeption der Marineführung ging anfangs davon aus, dass die deutsche Hochseeflotte gegen eine enge Blockade der deutschen Nordseeküste vorgehen müsse und dabei den Gegner zur Entscheidungsschlacht zwingen könne, und zwar in einem Seegebiet, das die volle Entfaltung der Grand Fleet überhaupt nicht zulassen würde. Diese Einschätzung stellte sich aber rasch als Fehler heraus. Großbritannien zielte vor allem darauf, seine eigenen Seeverbindungen zu sichern, und die des Gegners in einer Fernblockade vor dem Ärmelkanal und dem Nordausgang der Nordsee zu unterbrechen. Die Fernblockade lief außerdem langfristig auf eine schwere Versorgungskrise des Gegners hinaus, die geeignet schien, Deutschland ohne große Eigenverluste zu unterwerfen.
Angesichts dieser Lage setzte die Marineführung, Admiralstab wie auch Flottenchef, ihre Hoffnung erst einmal auf einen Kräfteverzehr britischer Seestreitkräfte, der durch eine U-Boot- und Minenoffensive erzielt werden sollte. Danach war der Einsatz der Hochseeflotte in einer Entscheidungsschlacht vorgesehen, wobei man weiterhin davon ausging, dass auch der Gegner die Konfrontation suchen würde. Hier aber ging Tirpitz’ Kalkül der „Risikoflotte“ voll auf, das heißt die Briten waren ihrerseits nicht gewillt, die „Home Fleet“, das Rückgrat ihrer Seeblockade, in einer Vernichtungsschlacht aufs Spiel zu setzen.
Auf deutscher Seite beschränkte sich die Hochseeflotte zunächst auf die Sicherung der Deutschen Bucht. Sie bestand aus einem Gürtel von neun bis zehn Torpedobooten in einem Kreisbogen von 35 Seemeilen vor dem Feuerschiff Elbe 1. Dahinter standen drei bis vier Kleine Kreuzer. Die schweren Einheiten der Flotte lagen vor Wilhelmshaven auf Reede. Darüber hinaus forderte Flottenchef Admiral Friedrich von Ingenohl mehr Handlungsspielraum, um durch Gefechte mit Teilen der Grand Fleet einen Kräfteausgleich zu erzielen. Ihm wurde allerdings auferlegt, auf absehbare Zeit nicht die Schlacht zu suchen, sondern ein solches Risiko zu vermeiden und sich zurückzuhalten.
Anfang November und im Dezember 1914 unternahm die Hochseeflotte erste Vorstöße an die britische Ostküste, bei denen Schlachtkreuzer Hafenstädte beschossen und Kleine Kreuzer Minensperren legten. Die erste Unternehmung kam für die britische Admiralität überraschend. Über die zweite Unternehmung des Konteradmirals Franz von Hipper aber wusste die Admiralität aus der Entzifferung deutscher Funksprüche Bescheid. Allerdings blieb ihr die Aufstellung einer Ferndeckung durch die ebenfalls auslaufende Hochseeflotte verborgen. Daher entsandte die Admiralität nur zwei Geschwader der Grand Fleet zur Doggerbank, eigentlich genau die von Ingenohl erhoffte Konstellation für eine den Sieg versprechende Schlacht. Doch als es zur ersten Gefechtsberührung kam, gewann Ingenohl aus wenigen Meldungen den Eindruck, er stehe der gesamten Grand Fleet gegenüber. Er brach den Einsatz ab und trat den Rückmarsch an. Damit brachte er Hipper mit seinen Schlachtkreuzern vor der britischen Ostküste in eine gefährliche Lage. Nur mit taktischem Geschick und Glück konnte sich Hipper dem nunmehr überlegenen Gegner entziehen.
Für den 24. Januar 1915 ordnete der Flottenchef einen Aufklärungsvorstoß zur Doggerbank an. Eine Fernsicherung wurde nicht einmal erwogen. Der Operationsbefehl erging als Funkspruch, obwohl Hipper mit seinen Einheiten vor Wilhelmshaven lag und durch Depeschenboote leicht hätte benachrichtigt werden könne. Die britische Funkaufklärung („Room 40“) entschlüsselte den Funkspruch, und so gelang es der Royal Navy, den deutschen Verband an der Doggerbank mit überlegenen Kräften zu überraschen. Der Verlust des Panzerkreuzers Blücher und die schwere Beschädigung des Schlachtkreuzers Seydlitz wogen so schwer, dass Ingenohl Anfang Februar 1915 abgelöst wurde.
Der neue Flottenchef, Admiral Hugo von Pohl, unternahm ab März 1915 nur noch kürzere Vorstöße. Dabei sollte jederzeit ein Rückzug in die Deutsche Bucht möglich sein, sobald der Gegner mit seinen überlegenen Kräften reagierte. 1915 unternahm die Flotte insgesamt sieben Unternehmungen, die nicht weiter als 120 Seemeilen über Helgoland hinausgingen und – strategisch gesehen – wirkungslos blieben. Ende 1915 musste Admiral von Pohl sein Amt wegen einer schweren Erkrankung abtreten. Im Januar 1916 übernahm Vizeadmiral Reinhard Scheer die Führung der Hochseeflotte.
Das Ziel einer Entscheidungsschlacht wurde auch von Scheer nicht mehr aufgegriffen. Er wollte aber wieder Vorstöße über den geschützten Bereich der Deutschen Bucht hinaus unternehmen. Nach mehreren Anläufen im März und April 1916, unter anderem auch vor die britische Ostküste, kam es bei einem Vorstoß am 31. Mai, wiederum nach Funkentschlüsselung durch den britischen Nachrichtendienst, zur Skagerrakschlacht, mit deren Ergebnis man weder in England noch in Deutschland zufrieden sein konnte. Der von den Briten erhoffte Vernichtungssieg war ausgeblieben. Auf deutscher Seite wurden auf Grund größerer Materialverluste des Gegners Siegeransprüche geltend gemacht, die einer nüchternen Einschätzung der Lage aber nicht standhalten konnten. Für Deutschland hatte die Schlacht nicht einmal einen Kräfteausgleich erbracht, denn das Stärkeverhältnis beider Flotten zueinander blieb unverändert.
Nach der Skagerrakschlacht unternahm die Hochseeflotte in der Nordsee nur noch zwei Vorstöße: im August 1916 zur britischen Ostküste und im April 1918 nach Norden bis auf die Höhe von Bergen. Beide blieben ohne unmittelbare Feindberührung. Sie änderten nichts an der vom Kaiser befohlenen Grundhaltung, dass die Flotte primär als „fleet in being“ agierte, sie sollte durch ihre Präsenz in der Nordsee gegnerische Kräfte binden, aber ihre Existenz durfte nicht auf Spiel gesetzt werden. Die Flotte war militärisch dennoch nicht wertlos, denn sie sicherte den eigenen Küstenbereich, blockierte die Ostsee gegen Nachschublieferungen nach Russland und bot den kleineren Einheiten der deutschen Seestreitkräfte einen Rückhalt bei der Sicherung der Ein- und Auslaufwege. Teile der Flotte wurden auch beim erfolgreichen Unternehmen Albion gegen Russland eingesetzt.
Erst unmittelbar vor der Kapitulation, mit einem Flottenbefehl vom 24. Oktober 1918, beabsichtigte die deutsche Seekriegsleitung kurz vor dem Ende des Ersten Weltkrieges eine Entscheidungsschlacht mit der britischen Grand Fleet im Ärmelkanal herbeizuführen. Nach dem Befehl, das Auslaufen der Hochseeflotte vorzubereiten, brachen in den deutschen Marinestützpunkten Kiel und Wilhelmshaven zunächst vereinzelte Meutereien, später dann ein weitreichender Matrosenaufstand aus. Er führte zum Ausgangspunkt der Novemberrevolution und zur Gründung der Weimarer Republik. Schon nach den ersten Meutereien wurden die Schlachtpläne fallengelassen.
Nach dem Ende der Kampfhandlungen wurde die deutsche Hochseeflotte gemäß den Waffenstillstandsbestimmungen im britischen Flottenstützpunkt Scapa Flow (Schottland) interniert. Am 21. Juni 1919, unmittelbar vor Unterzeichnung des Versailler Vertrages, erteilte Konteradmiral Ludwig von Reuter, der Befehlshaber der internierten deutschen Seestreitkräfte, den Befehl zur Selbstversenkung durch die eingeteilten deutschen Notbesatzungen. Er vermutete nämlich, dass die deutsche Regierung den Friedensvertrag von Versailles nicht annehmen und deshalb in Kürze wieder der Kriegszustand herrschen werde. Die deutsche Flotte sollte den Briten dann nicht unzerstört in die Hände fallen. Die Vorbereitungen zur Selbstversenkung waren bereits zuvor getroffen worden, ohne dass die britischen Bewacher es bemerkt hatten. Auf von Reuters Befehl versenkten sich innerhalb weniger Stunden zehn Großlinienschiffe, fünf Große Kreuzer, fünf Kleine Kreuzer und 32 Torpedoboote. Wenige Einheiten konnten durch das Eingreifen britischer Seeleute an der Selbstversenkung gehindert und in seichtes Wasser geschleppt werden. Das Ende der deutschen Hochseeflotte war damit besiegelt.

## Dislozierungstabellen

### 1873
Geschwaderflaggschiff Hertha (KAdm. von Henk) Arcona, Vineta, Ariadne, Kanonenboot Nautilus.

### 1886
- Geschwaderflaggschiff Baden
- I. Division (VAdm von Wickede) Flaggschiff Baden, Sachsen, Württemberg, Oldenburg, Zieten (Aviso)
- II. Division = Schulgeschwader (Kommodore Stenzel) Flaggschiff Stein, Moltke, Prinz Adalbert, Sophie, Hansa
- III. Division = Torpedobootsflottille  (KK Tirpitz)

### 1889
- Flottenflaggschiff Baden
- I. Geschwader = Manövergeschwader (VAdm von Wickede) Flaggschiff Baden, Sachsen, Oldenburg, Wacht, Irene
- II. Geschwader = Übungsgeschwader (KAdm. von Hollmann) Flaggschiff Kaiser, Deutschland, Preußen, Zieten

### 1896
- Flottenflaggschiff (Adm von Knorr) Blücher
- I. Geschwader (VAdm von Thomsen) Flaggschiff Kurfürst Friedrich Wilhelm, Weißenburg, Wörth, Zieten
- II. Geschwader (KAdm Barandon) Flaggschiff Baden, Württemberg, Oldenburg, Greif

### 1903

#### Linienschiffe
- Flottenflaggschiff Kaiser Wilhelm II., Tender Grille
- I. Geschwader (Admiral von Koester) Flaggschiff Kaiser Wilhelm II., Kaiser Friedrich III., Kaiser Wilhelm der Große, Kaiser Barbarossa (bis 14.12.), dann Mecklenburg, Kaiser Karl der Große, Zähringen, Wittelsbach, Wettin
- II. Geschwader (VAdm Fritze) Flaggschiff Hildebrand, Frithjof, Odin, Beowulf

#### Kreuzer
- Aufklärungsschiffe (KAdm Schmidt) Flaggschiff Prinz Heinrich, Victoria Louise (bis 12.12.), dann: Friedrich Carl, Amazone, Ariadne, Frauenlob, Niobe, Medusa, Arcona

### 1909

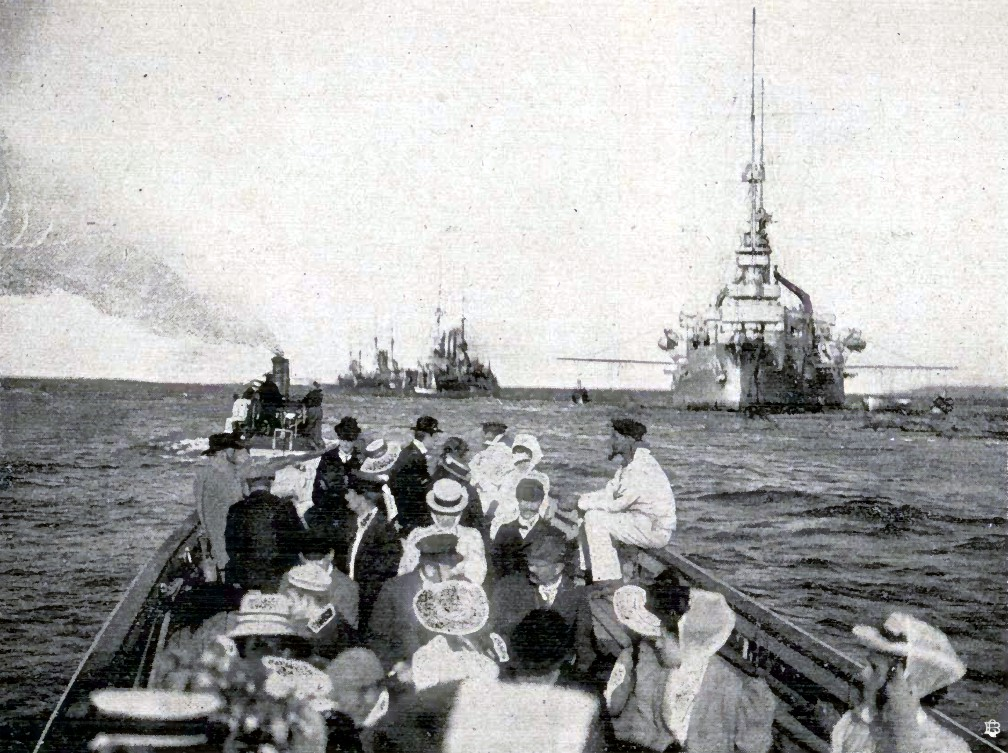
Linienschiffgeschwader aus der dritten Division des zweiten Geschwaders auf der Reede vor Travemünde (1908)

#### Linienschiffe
- Flottenflaggschiff Deutschland
- I. Geschwader (VAdm. von Holtzendorff, KAdm von Grapow) Flaggschiff Hannover, Schlesien, Mecklenburg, Zähringen, Flaggschiff Wittelsbach, Kaiser Karl der Große, Kaiser Barbarossa, Wettin
- II. Geschwader (VAdm. Schröder, KAdm. Gühler) Flaggschiff Preußen, Schleswig-Holstein, Hessen, Elsass, Flaggschiff Braunschweig, Pommern, Lothringen

#### Kreuzer
- Aufklärungsgruppe (VAdm von Heeringen, KAdm Jacobsen) Flaggschiff Yorck, Gneisenau, Danzig, Königsberg, Flaggschiff Roon, Berlin, Lübeck, Stettin

### 1913

#### Linienschiffe
- Flottenflaggschiff Friedrich der Große
- I. Geschwader (VAdm. von Lans, KAdm Schaumann) Flaggschiff Ostfriesland, Thüringen, Helgoland, Oldenburg, Flaggschiff Posen, Rheinland, Nassau, Westfalen
- II. Geschwader (VAdm. Scheer, KAdm. Souchon) Flaggschiff Preußen, Pommern, Hessen, Lothringen, Flaggschiff Hannover, Schlesien, Schleswig-Holstein, Deutschland
- V. Division (VAdm Schmidt) Flaggschiff Kaiser, Braunschweig, später: König Albert, Elsass, später: Kaiserin

#### Kreuzer
- Aufklärungsgruppe (VAdm Bachmann) Flaggschiff Moltke, Goeben (später zur Mittelmeerdivision), Von der Tann, Yorck, später: Seydlitz, Flaggschiff Cöln, Straßburg, Stettin, Kolberg, Dresden, Mainz, Breslau (später zur Mittelmeerdivision), Stralsund

### August 1914

#### Kreuzer
- Flaggschiff Seydlitz, Moltke, Flaggschiff Von der Tann, Flaggschiff Cöln, Straßburg, Stralsund, Rostock, Kolberg, Mainz, Graudenz
- Reserve und Neuformation: Blücher, Prinz Adalbert, Flaggschiff Roon, Yorck, Prinz Heinrich, München, Stuttgart, Danzig, Flaggschiff Hansa, Hertha, Victoria Louise, Vineta

### Oktober 1914

#### Linienschiffe
- Flottenflaggschiff Friedrich der Große
- I. Geschwader (VAdm. von Lans, KAdm Gädeke) Flaggschiff Ostfriesland, Helgoland, Thüringen, Oldenburg, Flaggschiff Posen, Nassau, Westfalen, Rheinland
- II. Geschwader (VAdm. Scheer, KAdm. Mauve) Flaggschiff Deutschland, Preußen, Schlesien, Hessen, Lothringen, Flaggschiff Hannover, Schleswig-Holstein, Pommern
- III. Geschwader (KAdm. Funke, KAdm Schaumann) Flaggschiff König, Prinzregent Luitpold, Flaggschiff Kaiser, Kaiserin, König Albert, Großer Kurfürst, Markgraf, Kronprinz
- IV. Geschwader (VAdm Schmidt, KAdm Alberts) Flaggschiff Wittelsbach, Wettin, Schwaben, Mecklenburg, Flaggschiff Braunschweig, Elsass, Zähringen
- V. Geschwader (Reserve) (VAdm Grapow, KzS Begas) Flaggschiff Kaiser Wilhelm II., Kaiser Wilhelm der Große, Kaiser Barbarossa, Flaggschiff Kaiser Friedrich III., Kaiser Karl der Große, Wörth, Brandenburg
- VI. Geschwader (Neuformation) (KAdm. Eckermann, KAdm Behring) Flaggschiff Hildebrand, Heimdall, Hagen, Frithjof; Flaggschiff Ägir, Odin, Beowulf, Siegfried

#### Kreuzer
- I. Aufklärungsgruppe (KAdm. Hipper, KAdm. Tapken) Flaggschiff Seydlitz, Derfflinger, Moltke, Blücher, Flaggschiff Von der Tann
- II. Aufklärungsgruppe (KAdm Maaß) Flaggschiff Rostock, Stralsund, Kolberg, Straßburg, Graudenz
- III. Aufklärungsgruppe (KAdm von Rebeur-Paschwitz) Flaggschiff Roon, Yorck, Prinz Adalbert, Prinz Heinrich
- IV. Aufklärungsgruppe (Kpt.z.S. von Restorff) München, Danzig, Stuttgart, Berlin, Frauenlob

### 1918 (Oktober)

#### Linienschiffe
- Flottenflaggschiff Baden
- I. Geschwader (VAdm. Boedicker, KAdm Hartog) Flaggschiff Ostfriesland, Thüringen, Flaggschiff Posen , Nassau, Oldenburg, Helgoland
- II. Geschwader: am 15. August 1917 aufgelöst
- III. Geschwader (VAdm. Kraft, KAdm Feldt) Flaggschiff König, Bayern, Großer Kurfürst, Kronprinz Wilhelm, Flaggschiff Markgraf
- IV. Geschwader (VAdm Meurer, KAdm Goette) Flaggschiff Friedrich der Große, König Albert, Kaiserin, Prinzregent Luitpold, Flaggschiff Kaiser

#### Kreuzer
- I. Aufklärungsgruppe (KAdm. von Reuter) Flaggschiff Hindenburg, Derfflinger, Flaggschiff Moltke, Von der Tann, Seydlitz
- II. Aufklärungsgruppe (Kommodore Harder, Kommodore Heinrich) Flaggschiff Königsberg, Karlsruhe, Pillau, Nürnberg, Cöln, Dresden
- III. Aufklärungsgruppe: am 15. April 1915 aufgelöst
- IV. Aufklärungsgruppe (KAdm von Karpf) Flaggschiff Regensburg, Frankfurt, Bremse, Brummer, Straßburg, Stralsund